# Orquestra Sinfônica Nacional (Estados Unidos)
A Orquestra Sinfónica (português europeu) ou Sinfônica (português brasileiro) Nacional foi fundada em 1931 e é uma orquestra sinfônica dos Estados Unidos, baseada no John F. Kennedy Center, em Washington, DC.

## História
Em sua primeira temporada, a orquestra apresentou-se no Constitution Hall. Durante essa temporada, o primeiro Diretor Musical foi Hans Kindler e os músicos recebiam um salário de 40 dólares por semana, por três ensaios e um concerto, durante cinco meses do ano.
Kindler e a orquestra fizeram inúmeras gravações para a RCA Victor, incluindo duas da obra Roumanian Rhapsodies por George Enescu, algum tempo depois, em 1960, a orquestra apresentaria a primeira dessa sob a batuta do maestro romeno George Georgescu.  Outra gravação da orquestra para a RCA Victor foi o balé completo da ópera King Henry VIII de Camille Saint-Saëns, conduzida por Walter Damrosch. Anos depois, Howard Mitchell fez uma série de gravações com a orquestra. Antal Doráti gravou com a orquestra para a Decca Records. Mstislav Rostropovich fez gravações para a Teldec, Soby e Erato. A orquestra retornou para a RCA Victor, sob Leonard Slatkin.
Em 1986 a orquestra tornou-se afiliada artisticamente com o Kennedy Center, o centro nacional de apresentações de arte, onde apresenta concertos anualmente, desde que o Centro foi inaugurado, em 1971.

## Atividades
A Orquestra Sinfônica Nacional participa regularmente de eventos de importância nacional e internacional, incluindo performances para casamentos de autoridades, inaugurações presidenciais e celebrações oficiais. A orquestra conta com 100 músicos, apresentando-se em uma temporada de 52 semanas, com aproximadamente 175 concertos por ano. Esses incluem música clássica, concertos pops e um dos mais extensos programas educacionais do país.
Slatkin deixou de ser Diretor Musical em 2008, após tensões entre maestro e orquestra.
Na temporada de 2006/7, Iván Fischer tornou-se o Maestro Convidado Residente da orquestra. Em abril de 2007 a orquestra anunciou o nome de Fischer para ser o Maestro Residente da orquestra para duas temporadas  This interim position is for two years.. Em setembro de 2008 a orquestra anunciou que Christoph Eschenbach seria o novo Diretor Musical da orquestra, sendo efetivado em 2010/11 com um contrato inicial de 4 anos.

## Diretores Musicais
- Hans Kindler (1931–1949)
- Howard Mitchell (1949–1969)
- Antal Doráti (1970–1977)
- Mstislav Rostropovich (1977–1994)
- Leonard Slatkin (1996–2008)
- Iván Fischer (2008-2009)
- Christoph Eschenbach (2010–presente)